# Шахар Пеєр
Шахар Пеєр (שחר פאר, МФА: /ˈʃaχaʁ peˈʔeʁ/ — ізраїльська професіональна тенісистка. Пеєр досягала 14-ї сходинки в рейтингу Міжнародної тенісної асоціації — найвищої позиції для ізраїльської спортсменки.
Станом на вересень 2010 найвищим досягненням Шахар на турнірах Великого шолома був чвертьфінал. Так далеко вона проходила двічі, обидва рази в 2007 році в Австралії та США.
Як і більшість гравців Відкритої ери, Пеєр здебільшого грає на задній лінії, хоча при нагоді непогано виходить до сітки. Її стиль більше захисний, розрахований на контратаку. Подача в Пеєр різана, не особливо сильна.